# Platja des Cavallet
La platja des Cavallet, o platja des Solseró, és una platja del sud-est d'Eivissa al municipi de Sant Josep de sa Talaia i dins del Parc natural de ses Salines. És una de les platges nudistes pioneres.
La platja es troba a 9,5 km d'Eivissa i a 24,5 de Sant Josep de sa Talaia.
És una platja oberta i llarga amb gran presència de vegetació i sorra. La sorra és molt fina i blanca d'origen natural. A l'extrem sud hi ha roques amb piscines naturals i la Torre de ses Portes a la punta septentrional dels Freus. El fons és de sorra amb algunes zones de roca i amb vegetació submarina a certa profunditat. L'orientació a llevant fa que els vents siguin moderats de mar a terra. Es troba al costat dels estanys de les salines amb presència d'aus aquàtiques. Hi ha una varietat de corriols entre els pins i la vegetació típica de l'illa.